# Theodor Becker (Schauspieler)

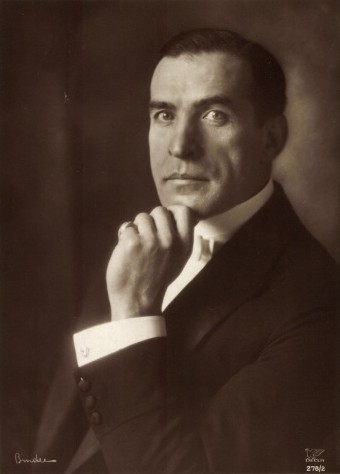
Theodor Becker um 1920 auf einer Fotografie von Alexander Binder

Theodor Becker (* 18. Februar 1880 in Mannheim; † 26. Juni 1952 in Coppenbrügge) war ein deutscher Schauspieler. 

## Leben
Er war jahrelang an den Städtischen Bühnen Hannover tätig, stand aber auch auf Berliner Bühnen und trat in Filmen auf. Er war zuerst mit der Schauspielerin Maria Fein und dann mit der Schauspielerin Helma Seitz verheiratet, die Schauspielerinnen Maria Becker und Renate Becker sind seine Töchter.

## Theaterrollen (Auswahl)
- 1930: Stefan Zweig: Das Lamm des Armen (Städtische Bühnen Hannover), mit Raul Lange, Carola Wagner und Hugo Rudolph.

## Filmografie
- 1916: Das wandernde Licht
- 1918: Mouchy
- 1918: Das Todesgeheimnis
- 1919: Die Pest in Florenz
- 1922: Fridericus Rex
- 1922: Felicitas Grolandin
- 1923: Wilhelm Tell
- 1923: I.N.R.I.
- 1925: Ein Sommernachtstraum
- 1925: Athleten
- 1928: Das deutsche Lied

## Ehrungen
Aus Anlass des 50. Geburtstages von Adolf Hitler wurde er am 20. April 1939 zum Staatsschauspieler ernannt.

## Weblink
- Theodor Becker bei IMDb